# Spaceapple
Spaceapple (с англ. — «Космическое яблоко») — второй студийный альбом российской готик-метал-группы Forgive-Me-Not, записанный в 1998 году и впервые изданный в 1999 году в формате компакт-кассеты лейблом MetalAgen Records.

## Об альбоме
Spaceapple является логическим продолжением и одновременно развитием дебютного альбома Forgive-Me-Not Tearfall (1998): не ограничивая себя рамками привычного для группы готик-метала, музыканты разнообразили звуковую палитру художественными приёмами альтернативного рока (заглавная композиция) и прямолинейного хеви-звучания наподобие зрелых Megadeth («Shadowdream»). В Spaceapple также явственно прослеживаются отголоски творчества повлиявших на становление Forgive-Me-Not исполнителей — в частности, Paradise Lost и Amorphis (в балладе «When Comes the Light»). В переиздание альбома 2005 года в качестве бонусного трека была добавлена кавер-версия композиции Pyogenesis «It’s on Me», выдержанная в дарквейвовом стиле.
Тексты вошедших в Spaceapple песен написаны на английском языке. Комментируя это обстоятельство в 1999 году, гитарист Forgive-Me-Not Miguel (Михаил Карасёв) пояснил: «У Vic’а [Виктора Куковерова] хорошее произношение, и если бы не это обстоятельство, то мы бы исполняли наши песни на русском. А если бы мы исполняли коммерческую музыку, то играли бы, как „Сплин“».
В напористой композиции «Shadowdream» стиль пения вокалиста Forgive-Me-Not приближается к манере Джеймса Хетфилда из Metallica. Разнообразие представленных в альбоме творческих приёмов также выражается в том, что в записи Spaceapple приняла участие приглашённая певица Irina (Ирина Буравцева).

## Приём
| Оценки критиков | Оценки критиков |
| Источник        | Оценка          |
| --------------- | --------------- |
| Fuzz            | [ 2 ]           |
| Play            | [ 1 ]           |
| «Звуки.ру»      | б/о             |

Spaceapple был отмечен положительными рецензиями музыкальных критиков.
Рецензент журнала Fuzz, писавший под псевдонимом «П. Шелезяка», оценил альбом на четыре балла из шести. Оговорившись, что звучание Spaceapple, равняющееся на «опыты Paradise Lost и производителей среднеевропейской нео-поп-готики калибром помельче», не лишено «ломовой вторичности», обозреватель похвалил музыкантов за искренний задор, исполнительское мастерство и умение писать музыку, которая, в отличие от творчества многих коллег по сцене, не воспринимается безжизненной и созданной без вдохновения.
Музыкальный критик Всеволод Баронин в рецензии для журнала Play выставил альбому оценку в четыре балла из пяти (запись также была снабжена пометкой «Play рекомендует»). Баронин назвал Spaceapple «довольно смелой работой» и особенно выделил балладу «When Comes the Light», которая, по определению автора, оказалась «выше всех похвал». В итоге журналист охарактеризовал первые два альбома Forgive-Me-Not как повод для гордости российской метал-сцены.
В опубликованном на сайте «Звуки.ру» разборе Spaceapple за авторством Дмитрия Бебенина отдельно отмечено, что члены группы не обращали внимания на главенствовавшие среди представителей неформальных субкультур представления об «истинности» и смело наполняли свою музыку элементами, не слишком характерными для «типа крутого метала». Попеняв на качество сведения и продюсирования, Бебенин тем не менее высказал мнение, что в альбоме присутствует некое созидательное начало, позволяющее «вывести Forgive-Me-Not из узкой категории „метал-хэды“ в широкую категорию „музыканты“».

## Список композиций
Слова и музыка всех песен — написаны Forgive-Me-Not, кроме отмеченных.
| №                   | Название                       | Автор(ы)                   | Длительность |
| ------------------- | ------------------------------ | -------------------------- | ------------ |
| 1.                  | «Tomorrow»                     |                            | 6:24         |
| 2.                  | «The Last Morning»             |                            | 2:37         |
| 3.                  | «A Sudden Smile»               |                            | 4:39         |
| 4.                  | «When Comes the Light»         |                            | 4:05         |
| 5.                  | «Shadowdream»                  | А. Малахов, Forgive-Me-Not | 2:30         |
| 6.                  | «Uncontrolled Feeling»         |                            | 3:49         |
| 7.                  | «Spaceapple»                   |                            | 4:30         |
| 8.                  | «Her Beautiful Rose»           |                            | 5:30         |
| 9.                  | «Every...»                     |                            | 3:47         |
| 10.                 | «A Delicate Touch of the Rain» |                            | 5:13         |
| Общая длительность: | Общая длительность:            | Общая длительность:        | 43:09        |

| №   | Название                                          | Автор(ы)            | Длительность |
| --- | ------------------------------------------------- | ------------------- | ------------ |
| 11. | «It’s on Me» (кавер-версия композиции Pyogenesis) | Флориан «Фло» Шварц | 2:57         |

## Участники записи
Запись произведена в августе — сентября 1998 года в T-studio (Тула). «It’s on Me» записана в октябре 2004 года в студии «Дай Records» (Москва).

| - Vic (Виктор Куковеров) — бас, вокал - Miguel (Михаил Карасёв) — гитара - Michael (Михаил Гуз) — гитара - Elena (Елена Горбунова) — клавишные - Andy (Андрей Суханов) — ударные | - Irina (Ирина Буравцева) — вокал - Геннадий Терехов — запись, сведение (1—10) - Евгений Виноградов — запись, сведение (11) |